# Harry Worley
Harry Worley, född 25 november 1988 i Warrington, är en engelsk fotbollsspelare som spelar för det engelska fotbollslaget Newport County, där hans främsta position är mittback.
Harry Worleys karriär började hos Stockport County där han spelade ungdomsfotboll. År 2005 värvades han till Chelsea. Worley lånades år 2006 ut till Doncaster Rovers. År 2007 lånades han ut till Carlisle United och år 2008 Leicester City.  Worley spelade aldrig någon match för Chelsea, år 2008 värvades han till 
Leicester City. Worley spelade mest i reserverna, han lånades dock ut till Luton Town och Crewe Alexandra år 2008 respektive 2009/2010.